# Isla El Piojo
Isla El Piojo är en ö i Mexiko.   Den ligger i delstaten Baja California, i den nordvästra delen av landet, 1 800 km nordväst om huvudstaden Mexico City. Arean är 0,67 kvadratkilometer.
Terrängen på Isla El Piojo är lite kuperad. Öns högsta punkt är 70 meter över havet. Den sträcker sig 1,5 kilometer i nord-sydlig riktning, och 1,0 kilometer i öst-västlig riktning.